# Sericostoma siculum
Sericostoma siculum là một loài Trichoptera trong họ Sericostomatidae. Chúng phân bố ở miền Cổ bắc.